# 北海道道872号支笏湖公園自転車道線
北海道道872号支笏湖公園自転車道線（ほっかいどうどう872ごう しこつここうえんじてんしゃどうせん）は、北海道苫小牧市と千歳市を結ぶ一般道道（北海道道）である。自転車歩行者専用道路で、冬期積雪期は通行止めとなる。

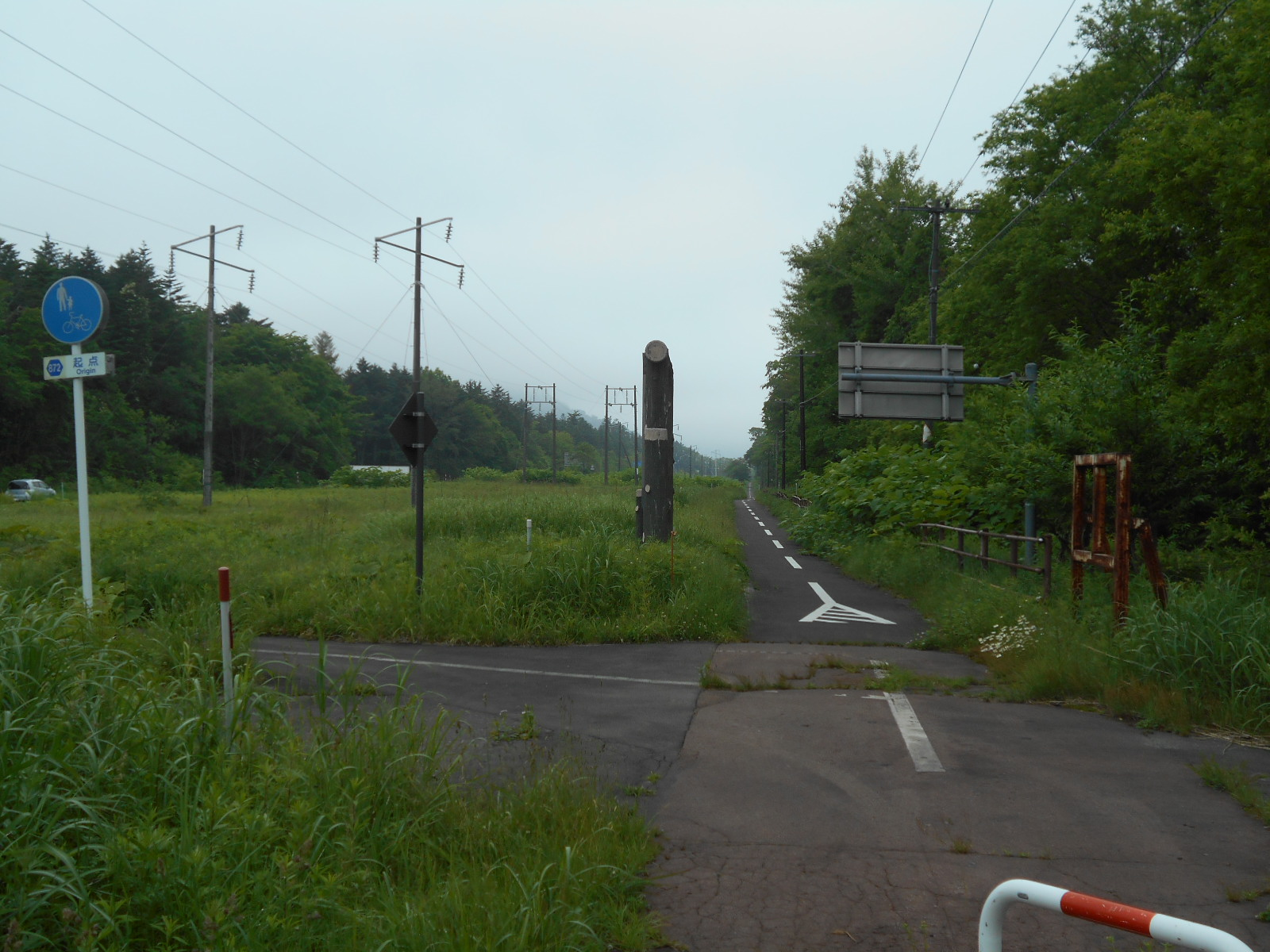
始点

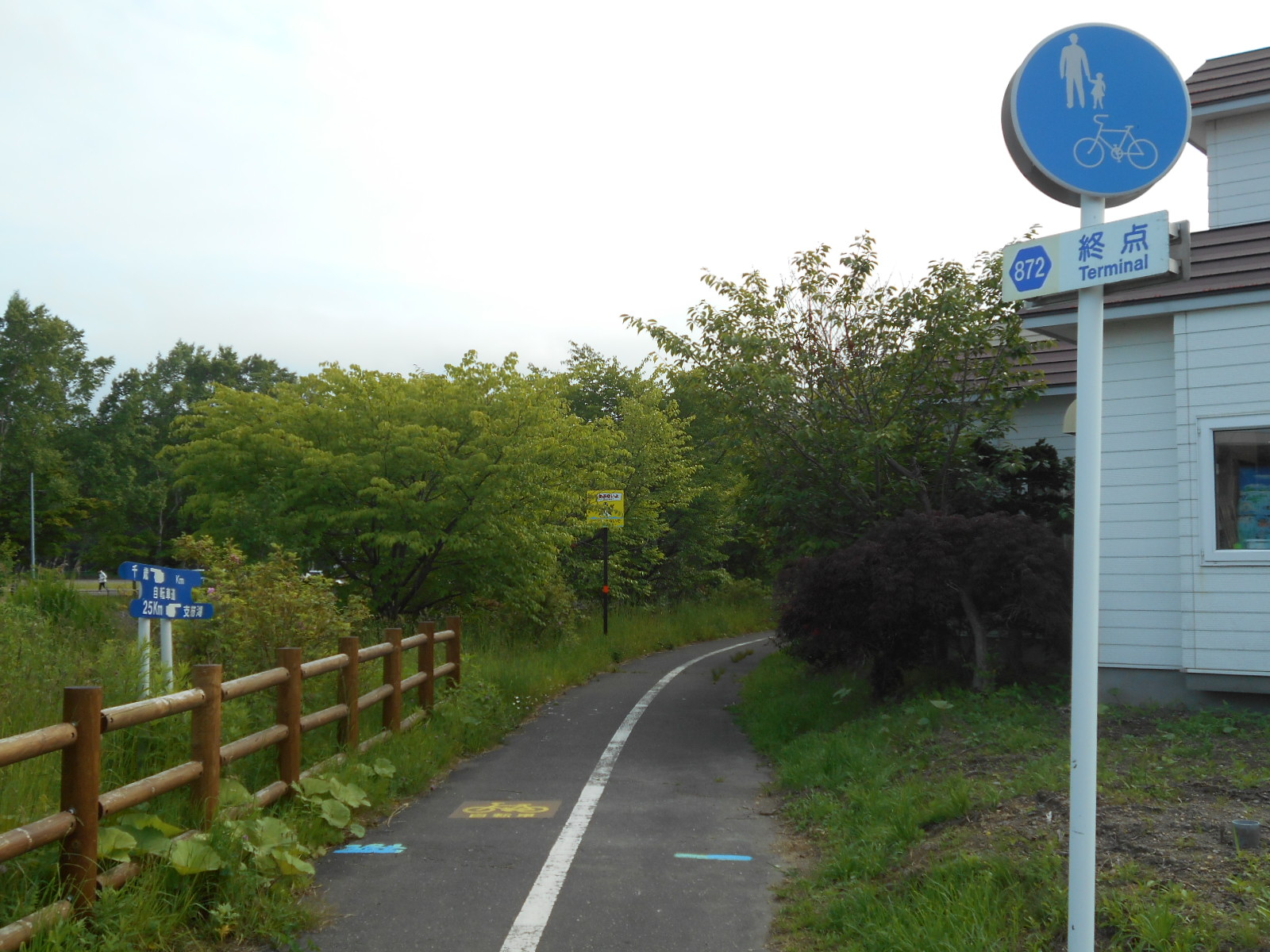
終点

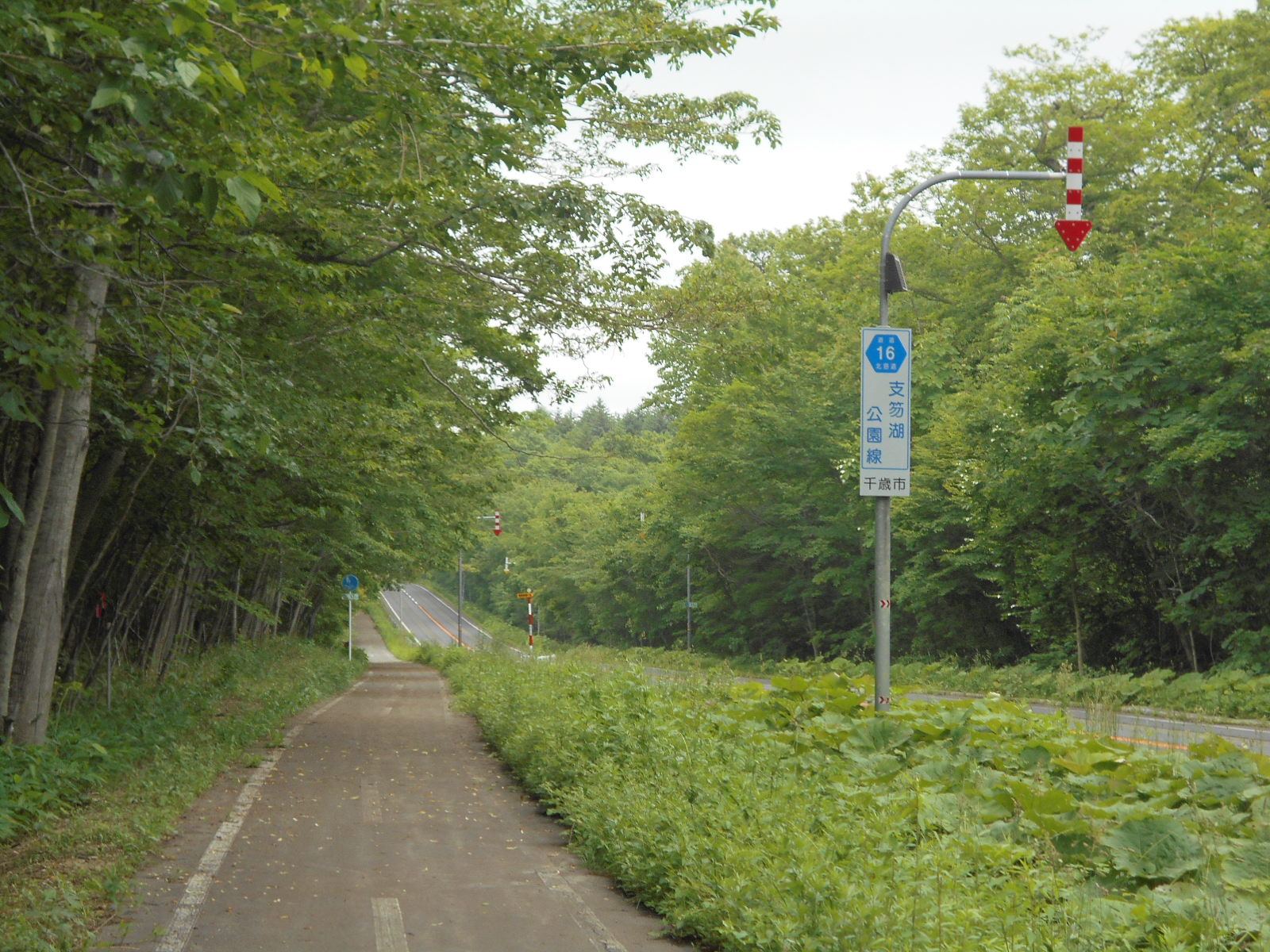
北海道道16号支笏湖公園線(右側)との並行区間

## 概要
大半の区間で北海道道16号支笏湖公園線と並行・重複し、単独区間の一部は王子製紙が設置していた森林鉄道（王子軽便鉄道）の廃線跡を利用する。
北海道道としての認定区間は以下の通りであるが、「支笏湖公園自転車道」としての起点は支笏湖岸の千歳市モラップで、北海道道区間まで国道276号と重複。終点は千歳市錦町1丁目の国道36号交点となる。

### 路線データ
- 起点：北海道苫小牧市丸山
- 終点：北海道千歳市春日町2丁目
- 路線延長：22.9 km（総延長）

## 歴史
- 1975年（昭和50年）4月30日 路線認定[1]。

## 路線状況

### 重複区間
- 千歳市蘭越 - 千歳市新星1丁目（北海道道16号支笏湖公園線）

## 地理

### 通過する自治体
- 胆振総合振興局
  - 苫小牧市
- 石狩振興局
  - 千歳市

### 主な接続道路
苫小牧市
- 国道276号（起点）：間接接続
- 国道453号（起点）：間接接続（千歳市水明郷まで並行）

千歳市
- 北海道道16号支笏湖公園線 - 水明郷
- 北海道道16号支笏湖公園線 - 蘭越、新星1丁目：重複
- 国道36号（終点）：間接接続